# Nate Laszewski
Nate Laszewski (nacido el 19 de julio de 1999 en Northfield (Massachusetts)) es un jugador de baloncesto estadounidense  que pertenece a la plantilla del New Basket Brindisi de la Lega Basket Serie A italiana. Con 2,08 metros de estatura, juega en la posición de ala-pívot.

## Trayectoria deportiva
Es un jugador formado en el Northfield Mount Hermon School de su ciudad natal hasta 2018, cuando ingresó en la Universidad de Notre Dame, situada en la localidad de Notre Dame en el estado de Indiana, donde jugó durante cinco temporadas con los Notre Dame Fighting Irish, desde 2018 a 2023.
Tras no ser drafteado en 2023, firma con los Indiana Pacers donde disputa la NBA Summer League en Las Vegas.
El 22 de julio de 2023, fichó por el New Basket Brindisi para disputar la Lega Basket Serie A italiana y la Eurocup.